# La soglia
La soglia (The Beginning Place) è un romanzo di fantascienza di Ursula K. Le Guin del 1980.
Il romanzo non si colloca in nessuno dei cicli per i quali l'autrice è più nota. Assimilabile al genere fantastico, a metà fra la fantascienza e il fantasy, la storia, relativamente breve per essere un romanzo, preannunzia registri narrativi che l'autrice porterà alla massima espressione nel romanzo I doni del 2004.

## Trama
Irene e Hugh sono due ragazzi provenienti da famiglie disastrate; casualmente, si ritroveranno entrambi a conoscere un luogo segreto, perduto nei boschi, ove le leggi dello spazio e del tempo sembrano essere violate, un mondo pieno di quella pace che i due non possono vivere nella loro realtà quotidiana. Mentre Irene non sempre ha il potere di aprire la porta d'ingresso, Hugh non ha sempre quello di chiuderla. I due hanno bisogno l'uno dell'altra, per portare a termine una misteriosa missione salvifica contro l'ineffabile nemico della popolazione di Tambreabezi, mitica cittadina del mondo favoloso. Dopo la prima diffidenza di Irene, che per prima ha conosciuto il "luogo del crepuscolo", nei confronti del ragazzo, i due accetteranno di incamminarsi verso la città del Nord per sconfiggere la paura. In questo modo, e lasciandosi travolgere, alla fine dell'avventura, da un'improvvisa passione, i due ragazzi si affrancheranno dai vincoli che rendono insopportabile la loro vita nella dimensione reale, per raggiungere una nuova libertà.

## Commento
La Soglia utilizza le modalità consuete del genere fantastico per svolgere un'indagine introspettiva di cui l'autrice aveva dato prova anche in altri romanzi, come ne La falce dei cieli. La grande prova dei due ragazzi si configura essenzialmente come la storia di una non facile separazione, che si concretizza nel rifiuto delle dimensioni malate delle famiglie di provenienza. Con una capacità di immaginazione che non può non mescolarsi, a volte con esplicita ammissione nel corso della narrazione, con l'analisi della dinamica psichica, il romanzo descrive il ritrovamento della sanità della nascita attraverso il rapporto con l'essere umano diverso, il rapporto uomo-donna, che dalla diffidenza iniziale, dettata dalla logica e dalla razionalità, si evolve verso l'abbandono irrazionale, passione travolgente, sullo sfondo del lungo cammino compiuto dai protagonisti nel territorio dell'ignoto, quasi la rappresentazione dell'inconscio, con le sue paure, ma anche con i suoi sogni più puliti e vitali. Fino alla completa realizzazione del ragazzo, Hugh, che nell'uccidere il "drago" di sesso femminile, realizza il rifiuto della sua ingombrante e violentissima madre e inizia un rapporto valido con la ragazza, Irene, che dal canto suo si separa dal padre stupratore e si lascia finalmente andare a un'immagine maschile bella.

## Edizioni
- Ursula K. Le Guin, The Beginning Place, 1980.
- Ursula K. Le Guin, La Soglia, traduzione di Roberta Rambelli, collana Narrativa Nord, Editrice Nord, 1981.